# La mappa del tempo
La mappa del tempo (El mapa del tiempo) è un romanzo del 2011 dello scrittore spagnolo Felix J. Palma, il primo di una trilogia (la Trilogía Victoriana) che continua con La mappa del cielo, uscito nel 2012, e El mapa del caos (mai tradotto in italiano).
Il libro è stato tradotto in numerose lingue, tra le quali il serbo, il tedesco, il danese, il cinese, il giapponese, l'ungherese, il francese, l'inglese.

## Trama
La trilogia è ambientata nell'Inghilterra vittoriana ed ha come protagonista H. G. Wells. Nella Londra di fine Ottocento, un uomo, Gillian Murray, ha scoperto un passaggio spazio-temporale che gli ha permesso di viaggiare nel tempo: ha così inventato la "viaggi temporali Murray", dove, con l'utilizzo di una fantastica macchina del tempo, si può effettuare uno spettacolare viaggio nel futuro, all'anno duemila, per vedere il coraggioso capitano Derek Sakleton sconfiggere il suo acerrimo nemico, l'androide Salomon, dopo che questi aveva vessato l'umanità con anni di dominio da parte dei robot, costringendo gli umani alla schiavitù e alla miseria.
Sullo sfondo di questa vicenda si intrecciano le vite di vari personaggi: i cugini Andrew e Charles Harrington, l'eccentrica Claire Haggerty e lo scrittore H. G. Wells, che aveva appena scoperto il successo con il suo romanzo d'esordio, La macchina del tempo. Wells non vede di buon occhio la "viaggi temporali Murray" e cova un profondo rancore nei confronti dell'impresario Gillian Murray, per motivi apparentemente inspiegabili. Nel frattempo un misterioso uomo, Marcus Rhys, fa il suo ingresso a Londra e tenta di rubare l'ultimo manoscritto di Wells.

## Edizioni
- Felix J. Palma, La mappa del tempo, traduzione di Pierpaolo Marchetti, "Narrativa", n. 40, Roma, Castelvecchi, 2011, SBN CAG1827389.